# Super As
Super As est un périodique de bande dessinée français publié de 1979 à 1980 pour un total de quatre-vingt-sept numéros.
Il s'agit d'une adaptation en français de l'hebdomadaire jeunesse ouest-allemand Zack (de) (1972-1980).

## Séries publiées
- Abou Dsoufl’, d'Hervé Lacoste
- Barbe-Rouge, de Jean-Michel Charlier et Victor Hubinon
- Barracuda, d'Albert Weinberg
- Big Joe, de Malik
- Blueberry, de Jean-Michel Charlier et Jean Giraud
- Dan Cooper, d'Albert Weinberg
- Colin Colas, par Eddy Ryssack
- Les Cro-Magnons, de Guy Bara
- Éric Castel, de Raymond Reding
- Les frères Flanagan, Clod et Garofalo
- Les gentlemen, d'Alfredo Castelli et Ferdinando Tacconi
- Gigantik, de Víctor Mora et José-Maria Cardona
- Los Gringos, de Jean-Michel Charlier et Víctor de la Fuente
- Jeremiah, de Hermann
- Julie Wood, de Jean Graton
- Ken et Romain, de F. Raymond
- Marlin l’enchanteur, de Brant Parker & Johnny Hart
- Michel Vaillant, de Jean Graton
- Nilus, d'Agostino Origone et Franco Origone
- Pharaon, d'André-Paul Duchâteau et Daniel Hulet
- Plumoo, de Michel Douay
- Placide, de Bud Blake
- Silas Finn, de Quasimodo et Giorgio Cavazzano
- Tanguy et Laverdure, de Jean-Michel Charlier et Albert Uderzo
- Tony Stark, d'Édouard Aidans
- Tounga, d'Édouard Aidans
- Turi et Tolk, de Dieter Kalenbach
- Yalek, d'André-Paul Duchâteau et Christian Denayer
- Yann le migrateur, scénario de Robert Génin, dessin de Claude Lacroix, couleurs de Dany Mourain

### Documentation
- Henri Filippini, « De Zack à Super As », Schtroumpfanzine, no 28,‎ mars 1979, p. 14-20.
- Gilles Ratier, « Le Grand Magazine de bande dessinée européenne : à l’origine était Zack ! », sur BD Zoom, 17 février 2015 (consulté le 26 décembre 2020).
- Gilles Ratier, « Le Grand Magazine de bande dessinée européenne : et Super As arriva ! », sur BD Zoom, 4 février 2015 (consulté le 26 décembre 2020).
- Gilles Ratier, « Le Grand Magazine de bande dessinée européenne : l’agonie de Super As ! », sur BD Zoom, 3 mars 2015 (consulté le 26 décembre 2020).